# Prințesa Hermine de Anhalt-Bernburg-Schaumburg-Hoym
Prințesa Hermine de Anhalt-Bernburg-Schaumburg-Hoym (în germană Prinzessin Hermine Amalie Marie von Anhalt-Bernburg-Schaumburg-Hoym; n. 2 decembrie 1797, Hoym, Saxonia-Anhalt, Germania – d. 14 septembrie 1817, Buda, Imperiul Austriac) a fost prințesă a Casei de Ascania prin naștere și prin căsătorie Arhiducesă de Austria.

## Familie
A fost fiica cea mare a lui Victor al II-lea, Prinț de Anhalt-Bernburg-Schaumburg-Hoym și a prințesei Amelia de Nassau-Weilburg. Hermine a mai avut trei surori: Adelheid, Emma și Ida.

## Căsătorie
La 30 august 1815 la castelul Schaumburg s-a căsătorit cu Arhiducele Joseph, Palatin al Ungariei. Prințesa avea 17 ani iar arhiducele 39 de ani. Arhiducele Joseph nu avea moștenitori pe linie masculină, prima lui soție, Marea Ducesă Alexandra Pavlovna a Rusiei, a murit dând naștere unui copil care a murit. 
Prințesa Hermine, de asemenea, a murit la naștere la vârsta de 19 ani după ce a născut gemeni. Ambii copii ai ei au murit fără să se căsătorească și fără să aibă copii. La 24 august 1819, soțul ei s-a căsătorit pentru a treia oară cu verișoara lui Hermine, Ducesa Maria Dorothea de Württemberg. 

## Copii
- Arhiducesa Hermine Amalie Marie de Austria (14 septembrie 1817, Budapesta - 13 februarie 1842, Viena)
- Arhiducele Ștefan, Palatin al Ungariei (14 septembrie 1817, Budapesta - 19 februarie 1867, Menton)